# Botafogo Sport Club
|  | Aquest article tracta sobre el club de Salvador. Vegeu-ne altres significats a «Botafogo (desambiguació)». |

El Botafogo Sport Club és un club de futbol brasiler de la ciutat de Salvador a l'estat de Bahia.

## Història
El club va ser fundat el 14 de maig de 1919. Es proclamà campió estatal els anys 1919, 1922, 1923, 1926, 1930, 1935, i 1938. Als anys 1990 clausurà la secció de futbol, que tornà a obrir el 2011.

## Palmarès
- Campionat baiano:
  - 1919, 1922, 1923, 1926, 1930, 1935, 1938

- Campionat baiano de Segona Divisió:
  - 2012

## Estadi
Des que reprengué l'activitat l'any 2011, el club juga els seus partits a l'Estadi Roberto Santos, situat al barri de Pituaçu. Té una capacitat per a 32.157 espectadors.
Fins als anys 1990, el Botafogo Sport Club jugava a l'Estadi Campo da Pólvora, situat a Salvador, amb una capacitat per a 2.000 persones.